# Gwalichaur
Gwalichaur (nep. ग्वालीचौर) – gaun wikas samiti w zachodniej części Nepalu w strefie Dhawalagiri w dystrykcie Baglung. Według nepalskiego spisu powszechnego z 2011 roku liczył on 926 gospodarstw domowych i 4375 mieszkańców (2459 kobiet i 1916 mężczyzn).